# J0740+6620

Пульсар

PSR J0740 + 6620 - це нейтронна зірка у системі двох зірок, де інша зірка - білий карлик. Система розташована на відстані 4600 світлових років від Сонця. J0740+6620 було відкрито в 2019 році астрономами за допомогою Green_Bank_Telescope в Західній Вірджинії, США. Було підтверджено, що J0740+6620 швидко обертається з мілісекундним періодом та є пульсаром. 
Станом на 2019 рік вона входить до найважчих нейтронних зірок, які коли-небудь  були помічені, з масою  2.14+0.10
−0.09  від маси Сонця  що є майже межею теоретичного максимуму для нейтронної зірки.  Її масу обчислили за допомогою затримки Шапіро білого супутника-карлика, коли він переходив за край планети Земля. 
У той час як більшість нейтронних зірок зазвичай становить близько 10 кілометрів (6,21 миля) в ширину, PSRJ0740+6620 оцінюється в 30 км (18,64 миля). 